# F.L.Æ. Kunzen
Friedrich Ludwig Æmilius Kunzen (Lübeck, Alemanya, 24 de setembre de 1761 - Copenhaguen, Dinamarca, 28 de gener de 1817) fou un compositor alemany fincat a Dinamarca.
El 1787 fou nomenat director de l'Òpera de Copenhaguen, i allà fou on estrenà Holger Danske (Holger el Danès), avui considerada l'òpera danesa més important del segle xviii. Posteriorment dirigí els teatres d'òpera de Frankfurt i Praga. En aquesta última ciutat donà al públic la seva òpera més celebrada, Das Fest der Winzer.